# Depanthus
Depanthus é um género botânico pertencente à família Gesneriaceae.

## Espécies
- Depanthus glaber
- Depanthus pubescens